# دوغلاس جون بيل
دوغلاس جون بيل (بالإنجليزية: Douglas John Bell)‏ هو عسكري جنوب أفريقي، ولد في 16 سبتمبر 1893، وتوفي في 27 مايو 1918.